# دانيال فرنسيس (لاعب كرة قدم)
دانيال فرنسيس (بالإنجليزية: Daniel Francis)‏ هو لاعب كرة قدم سيراليوني في مركز الدفاع، ولد في 10 يوليو 2002 في برادفورد في المملكة المتحدة.

## وصلات خارجية
- دانيال فرنسيس (لاعب كرة قدم) على موقع قاعدة بيانات كرة القدم.إي يو (الإنجليزية)
- دانيال فرنسيس (لاعب كرة قدم) على موقع ناشيونال فوتبول تيمز (الإنجليزية)
- دانيال فرنسيس (لاعب كرة قدم) على موقع Soccerway.com (الإنجليزية)
- دانيال فرنسيس (لاعب كرة قدم) على موقع عالم كرة القدم.نت (الإنجليزية)